# 絶対に笑ってはいけない大貧民GoToラスベガス24時!
『絶対に笑ってはいけない大貧民GoToラスベガス24時!』（ぜったいにわらってはいけないだいひんみんゴートゥーラスベガスにじゅうよじ）は、2020年12月31日（木曜）18:30（午後6時30分） - 2021年1月1日（金曜）0:30（午前0時30分、JST）まで日本テレビ『ダウンタウンのガキの使いやあらへんで! 大晦日年越しSP』として放送された特別番組である。

## 概要
「笑ってはいけないシリーズ」通算18作目。2009年に放送された『絶対に笑ってはいけないホテルマン24時』と同じくホテルが舞台であるが、本作ではメンバーが「客側」で舞台がラスベガスのホテル兼カジノという設定である。
本作では新型コロナウイルス感染症対策として規模が大幅に縮小されており、収録はすべて日本テレビの施設である生田スタジオ内で行われた。コーナーでは毎年行われていた「上島・出川軍団の抗争パート」が簡素化され、上島・出川の直接対決のみ行われたほか、過去の名シーンからクイズを出題するパートが設けられた。また、罰ゲームの最終パートは蝶野のビンタとなり、『空港』以来、ヘイポー時代としては初のエンディングの挨拶が無い作品となった。またヘイポー時代としては初めてヘイポーがどの役職でも参加していない作品となった。
一部の企画はフェイスシールドを着用したほか、「ブラックアーミー軍団」もマスクを着用した。
恒例となっていたスタジオでの番組観覧とトークパートが中止され、未公開シーンについては毎年正月に放送されていた「完全版」の放送が見送られ、1月10日にレギュラー枠での「未公開SP」が放送された。2021年12月15日に第27巻として本編ディスク4枚に加え、特典ディスク1枚のデジパック仕様の初回限定版DVDと、本編ディスク2枚組と特典ディスク1枚が入ったデジパック仕様の初回限定版Blu-rayバージョンと本編を1枚ずつ4巻に分けた通常版DVDの3種類が発売された。

## メンバー
『絶対に笑ってはいけない病院24時』以降、ガキの使いメンバー5人で実施され、罰ゲームを受けている。
今回は、5人で行うようになってから初めて（松本が『笑ってはいけない』に参加した作品を含めても初めて）1回差ではあるがお仕置きを受けた回数で浜田が松本を上回った。また方正は、『アメリカンポリス』から4年連続でお仕置きを受けた回数が最下位となり、『大脱獄』から『名探偵』の2年連続最下位を上回った。
お仕置きを受けた回数が最も多いメンバーは赤太字、最も少ないメンバーは青字。
| 大貧民GoToラスベガス24時のメンバー （台詞テロップの色） | 第一印象                 | お仕置き（ケツバット）を受けた回数 |
| ------------------------------------------------------- | ------------------------ | ---------------------------------- |
| 松本（赤■）                                             | -                        | 249回                              |
| 浜田（青■）                                             | 毎度決まりのおかっぱヅラ | 250回                              |
| 方正（緑■）                                             | リアルにボロボロ         | 184回（ビンタ3回、キス1回）        |
| 遠藤（橙■）                                             | -                        | 194回                              |
| 田中（紫■）                                             | -                        | 206回（タイキック2回）             |
| 藤原（黒■）                                             | -                        | -                                  |

## 舞台
本作の舞台は、ラスベガスを模した架空の娯楽施設「オマメット リージェンシー ホテル&カジノ」（神奈川県川崎市の生田スタジオとその周辺でのロケ）で、メンバーは一獲千金を夢見る大貧民という設定である。

## 視聴率
番組平均視聴率は第1部（18:30 - 21:00）が17.6%、第2部（21:00 - 翌0:30）が14.1%だった（ビデオリサーチ調べ、関東地区・世帯・リアルタイム）。紅白の裏番組として11年連続で民放の首位となった。

## 出演者

### 本編
レギュラーメンバー
- ダウンタウン（松本人志・浜田雅功）
- 月亭方正
- ココリコ（遠藤章造・田中直樹）

引率
- 藤原寛（ダウンタウン元マネージャー・吉本興業代表取締役副社長）

グラウンド
- 井上芳雄 - オープニングミュージカルを飾る俳優
- 神田沙也加 - オープニングミュージカルを飾る女優

ホテル行きバス内
- 小峠英二（バイきんぐ） - 映画監督
- 竹内涼真 - 青春ハイスクールの主人公
- 中条あやみ - 青春ハイスクールのヒロイン
- 杉本哲太 - あやみの父
- 石田ひかり - 涼真の母
- 河本準一（次長課長） - プロデューサー
- よしこ（ガンバレルーヤ） - まりかとコンビの新人芸人
- 松本まりか - よしことコンビの新人芸人

ホテル内
- 菅野美穂 - ホテルオーナー
- 鬼越トマホーク（金ちゃん・坂井良多） - ホテルマン

オークション会場
- 前澤友作

ショーのリハーサル
- 梅垣義明
- 稲垣吾郎（新しい地図）

限定ジャンケン
- ラルフ鈴木（日本テレビアナウンサー） - ゲームマスター
- 利根川幸雄（声 - 白竜） - 『逆境無頼カイジ』の登場人物
- 立木文彦 - ナレーター
- タイキック（ハーカム・ナロンパット）- 限定ジャンケンでは「タイジ」として登場

ボディチェック
- 松平健 - SP本部長

名場面クイズ
前半
- 千鳥（大悟・ノブ）- MC
- 木村文乃 - ゲストクイズ回答者
- 出川哲朗 - ゲスト
- 上島竜兵（当時・ダチョウ倶楽部） - ゲスト

後半
- ケンドーコバヤシ - MC

お笑い第7世代と下剋上ゲーム
- 千原ジュニア（千原兄弟） - ゲームマスター・司会進行

第七世代チーム
- 霜降り明星（せいや・粗品）
- EXIT（りんたろー。・兼近大樹）
- ミキ（昴生・亜生）

ガキチームゲスト
- 桃田賢斗（当時・バドミントン日本代表）

アンミカショッピングチャンネル
- アンミカ
- 藤井貴彦（当時・日本テレビアナウンサー）(特別出演) - ニュース速報

グッドタレントコンテスト
- アイクぬわら （超新塾）- 司会
- 石破茂（衆議院議員） - 審査委員長

コンテスト出場者
- 武田鉄矢 - 1番目の出場者
- 萬田久子 - 1番目の出場者
- なかやまきんに君 - 2番目の出場者（DVDではカット）
- 小柳ゆき - 2番目の出場者（DVDではカット）
- 山口智充 - 3番目の出場者
- 片岡鶴太郎 - 4番目の出場者
- 藤本敏史（FUJIWARA) - 4番目の出場者
- 木下隆行（TKO）- 4番目の出場者

カジノ
前半
- 香取慎吾（新しい地図） - 伝説のカジノディーラー
- コカドケンタロウ（ロッチ）- 後輩ディーラー
- 六角精児 - カジノ客

後半
- 草彅剛（新しい地図） - 村西剛
- 村西とおる
- ジャングルポケット（おたけ・斉藤慎二・太田博久）

デリバリー館の社員研修
- 陣内智則 - デリバリー館 エリアマネージャー
- 浜口京子 - デリバリー館 ラスベガス店店長・デリバリー館最優秀店長
- 滝沢カレン - デリバリー館 ロサンゼルス店店長
- 丸山桂里奈 - デリバリー館 サンディエゴ店店長
- 島太星 - デリバリー館 サンフランシスコ店店長
- 小澤征悦 - デリバリー館 本部長

カジノ
- 川島明（麒麟） - カジノ広報担当
- 蝶野正洋 - カジノマネジャー
- マルティナ・カールス（蝶野の妻） - ダンサー、セクハラの被害者

エンディング
- 倖田來未 - エンディングソング（「愛のうた」の替え歌）

### 未公開SP
待機部屋
- ロッシー（野性爆弾） - 時限爆弾を片付けに来て登場

## 主な出来事
- 最初に罰を受けたのは、バス車内において、新居を購入した遠藤の貯金額について松本が問いかけたシーン。浜田が松本に「めっちゃ笑ろてるやん」と指摘され、つられた方正とその話をした遠藤自身も笑ってしまい、計3人が最初に罰を受けるというスタートとなった。
- 小澤征悦が方正に「座れゴラァ～!!」と怒鳴り、メンバーがお仕置を受けている最中に2021年の年が明けた。
- 放送中は、ガキの使い公式ツイッターで番組内に起こった出来事をリアルタイムで投稿していた。

## スタッフ
- 企画構成：松本人志、浜田雅功
- ナレーター：広中雅志、山田真一、立木文彦、白竜
- 構成：高須光聖／塩野智章、八代丈寛／深田憲作、白武ときお、鈴木雅貴／西田哲也、松本真一、米田匡篤、宮本有美香
- TM：吉松耕司
- TD/SW：林洋介
- TDsub：山内新太
- CAM：岩倉康宏、原島伸光、中込圭、出野裕史、吉岡稔、大森弘幸
- VE：加藤大助、橋詰聖仁、柳原拓実
- MIX：木村宏志、高岡彰吾、板橋翔
- AUD：吉田航、榊原大輔、中越興志郎
- モニター：吉邑光司
- イントレ：金野敦
- LD：大矢晃
- LO：高橋正彦、帯金貴子、掛橋司、山内圭
- デザイン・イラスト：安居院一展
- 美術プロデューサー：稲本浩、山本澄子
- デザイン：北原龍一、大住啓介、小川裕史
- 大道具：入江豊、泉慎一、松浦修、今泉寿浩
- 小道具：佐々木洋平、蛭川正規
- 持道具：市橋理恵
- 衣裳：川上紗也加
- 電飾：原口まどか、平ノ内厚夫
- 鉄骨：石井智之
- アクリル装飾：松本健
- 特殊効果：内山栄一
- 結髪：小沼佳奈
- 特殊メイク：自由廊
- メイク：Office MAKISE、TEES、柴田茜
- フードコーディネーター：あまこようこ、佐世あやか、三島千明
- 車両：長谷川博和（ロケット・バス）
- リサーチ：野村直子（vispo）
- CG：グレートインターナショナル、株式会社森三平、高橋良明
- 楽曲制作：坂本秀一、大野雅夫
- 振付：Akari
- ポスプロコーディネーター：山本信一、若宮慎也
- データコーディネーター：園田行以、森田祐司
- 編集：塔尾公彦（D✩DFACTORY）、髙野孝太
- MA：大竹誠司
- TK：田中彩
- 音効：梅田堅、藤原大介、東由美、小柴大輝
- 宣伝：阿部真一郎
- 技術協力：NiTRo、スタジオヴェルト、共立、ジャパンテレビ、バンセイ、東京オフラインセンター、ビデオウイング、共同テレビジョン、クロステレビ、ヌーベルバーグ、東京音研映像、METASIX、ティスマンサービス、小輝日文、日放、SANY、アーク・ビデオ、ヒビノベスコ、ビデオサービス、サークル、麻布リース、Tecs、共信コミュニケーションズ、はんぷ株式会社、Ginza Sakuraya、FVA、ings-jbs
- 美術協力：日テレアート、中央宣伝企画、ル・オブジェ・アール・スタジオ、テレフィット、京阪商会、東京衣裳、テルミック、俳優座劇場、エスケイシステム、株式会社ヤマモリ、奥松かつら
- ロケ協力：よみうりランド、TechShare、LOVEANDRONE、ドリームファクトリー、株式会社NEXT、ロボットゆうえんち、阪神交易、Gocco、トータルオーダー・タツミ、にしたんクリニック、スポーツナロ
- アニメ協力：福本伸行/講談社、アニメ『逆境無頼カイジ』製作委員会
- 写真協力：アフロ
- 映像協力：iStock
- イラスト：リトルベア
- 音源提供：DAM第一興商
- 協力：吉本興業
- 制作協力：charlie's ZORO、THE WORKS、ホリプロ、U-FIELD、テレバイダー
- AD：佐藤優里、中津祐亮、長谷川貴彦、橋本大輝、渡辺一行、杉本瑞季、加藤さえ、小川裕平、石川陽平
- エキストラ：福原啓介
- デスク：木村りえ
- ケータリング：内野幸
- 制作進行：秋田忠茂（studioK）、猪怜美、田中信隆、加藤慧、牧志大輔
- 協力プロデューサー：中谷敏夫
- キャスティングP：中村喜伸（アンビエント）、金沢紀子、嶋和也・香西大輝・邵東方（吉本興業）、伊藤真和、小紫弘三（バックアップメディア）、村田聡子（passion）
- AP：長谷山純子、石田貴子、内海阿や、小澤亜都沙（セプテンバー）、姫野慈子、小嶋悠介
- ディレクター：大輪和孝（THE WORKS）、柳瀬寿明、武石一也、本河隆志（THE WORKS）／内田憲治、丸谷敬典、植村快（ホリックス）、島田健作／新沢学・折茂健一（U-FIELD）、若菜久利、井上将司（日本テレビ）、松浦直人／田中雄大（テレバイダー）、関口正樹／名嘉鎮士・小倉徹也（charlie's ZORO）
- プロデューサー：合田伊知郎・大友有一・藤崎一成（日本テレビ）、小川望（charlie's ZORO）、山口敦司（THE WORKS）、佐々木誠（ホリックス）、鈴木麻美（U-FIELD）、渡辺紘子（テレバイダー）、徳武真人（THE WORKS）、原田里美
- 演出：高橋敬治（オフィスぼくら）、田中竜登（charlie's ZORO）、黒川高・福田龍（日本テレビ）
- 監修：柳岡秀一（charlie's ZORO）
- 総合演出：髙橋利之（日本テレビ）
- チーフプロデューサー：倉田忠明（日本テレビ）
- 製作著作：日本テレビ